# 니콜라 벨몬테
니콜라 벨몬테(이탈리아어: Nicola Belmonte, 1987년 4월 15일~)는 이탈리아의 전직 축구 선수로, 과거 그는 오른쪽 풀백을 주로 뛰었지만, 중앙 수비수로도 뛰었다.

## 클럽 경력

### 시에나
2008년 7월, 그는 시에나와 공동 소유 계약을 맺었지만, 세리에 A 2008-09에 시에나 소속으로 단 한 경기만을 뛰었다.
2010년 9월, 그는 2013년에서 15년까지 바리와의 계약을 연장하였다. 2010년에 그와 시에나의 계약 역시도 2014년 6월 30일까지 연장됐다. 그는 마르코 로시와 함께 중앙 수비를 이루었고, 가끔 안드레아 마시엘로가 뛰지 못할때는 오른쪽 풀백 위치로 옮겨 뛰었다.
2011년 6월 30일, 그는 시에나로 복귀하였다. 바리와 시에나는 선수 교환을 하였고, 압델카데르 게잘이 바리로 가는 대신에 벨몬테, 페드루 카마타, 필리포 카로비오가 시에나로 갔다.
2012년 8월 10일, 그는 2011-12 이탈리아 축구 스캔들 사건에 연류되어 6개월간 선수 자격이 정지되었으나, 4개월로 감형되었다.

### 우디네세
2014년 6월 17일, 벨몬테는 우디네세에 입단하였다.